# Nära naturen
Nära naturen är ett musikalbum från 1977 av och med allkonstnären Jan Lindblad. Albumet är en vinylskiva, men finns också på kassettband.

## Låtförteckning
Sida A
1. Sailing
2. På sångens vingar
3. En näktergal sjöng på Berkeley Square
4. Regnet det bara öser ner
5. Shenandoah

Sida B
1. Morgonvandring med fågelsång
2. El condor pasa
3. Danzante del destino
4. Ave Maria
5. Listen to the Ocean

Två av låtarna släpptes som singelskiva: Shenandoah och Danzante del destino.